# Coltricia bambusicola
Coltricia bambusicola är en svampart som först beskrevs av Henn., och fick sitt nu gällande namn av D.A. Reid 1975. Coltricia bambusicola ingår i släktet Coltricia och familjen Hymenochaetaceae.   Inga underarter finns listade i Catalogue of Life.